# Sokol (district)
Pour les articles homonymes, voir Sokol.
Sokol (Муниципальный округ Сокол) est un district municipal de la ville de Moscou, capitale de la Russie, dépendant du district administratif nord.
Le territoire du district a été habité dès le XVe siècle, puisque se dressait à cet endroit le village de Vsechsvjatskoe, qui fut inclus dans le territoire de la ville de Moscou en 1917. Il tire son nom du village de Sokol, fondé en 1923.